# Пророксан
Пророксан (лат. Proroxanum) — синтетичний антигіпертензивний, седативний та протисвербіжний препарат, що належить до групи альфа-адреноблокаторів та є похідним піролідину. Пророксан застосовується як перорально, так і підшкірно та внутрішньом'язово. Пророксан синтезований у колишньому Радянському Союзі, та застосовується виключно в пострадянських країнах, переважно в Росії. В Україні державна реєстрація пророксану закінчилась у 2012 році.

## Фармакологічні властивості
Пророксан — синтетичний лікарський препарат, що належить до групи альфа-адреноблокаторів. Механізм дії препарату полягає у блокуванні як центральних, так і периферичних адренорецепторів, що призводить до усунення дії α-адреностимулюючих гормонів (катехоламінів) на судини. Пророксан діє як на постсинаптичні α1-адренорецептори, так і на пресинаптичні α2-адренорецептори, переважно діючи на рецептори в структурах мозку, зокрема задніх ядер гіпоталамусу, так званої голубої плями в стовбурі мозку та на емоційні центри лімбічної системи, у тому числі на мигдалеподібне тіло. Наслідком дії препарату є зниження периферичного опору судин, тонусу гладеньких м'язів судин та зниження артеріального тиску. Завдяки дії на центри вегетативної нервової системи пророксан має здатність усувати тривожність, стабілізувати вегетативну систему, зменшувати відчуття страху та неспокою, знімати емоційне напруження, покращувати настрій. Препарат має також легку седативну дію, причому майже не спричинює сонливості. Пророксан також має здатність зменшувати свербіж шкіри. Пророксан застосовується при вегетосудинних та неврозоподібних розладах нервової системи, у тому числі при симпато-адреналових кризах, алергічних дерматитах та свербежі шкіри, хворобі Меньєра та морській хворобі, може застосовуватися також для лікування синдрому відміни при наркоманії та алкоголізмі.

### Фармакокінетика
Пророксан швидко та добре всмоктується у шлунково-кишковому тракті після перорального застосування, висока концентрація препарату в крові досягається вже за 30—40 хвилин після перорального застосування, проте точних даних за час досягнення максимальної концентрації в крові та біодоступність пророксану немає. Препарат погано зв'язується з білками плазми крові. Пророксан проникає через гематоенцефалічний бар'єр. Метаболізується препарат у печінці, виводиться пророксан із організму переважно із сечею, точний період напіввиведення препарату не встановлено. Метаболіти пророксану мають здатність на тривалий час (до 10 діб) затримуватися в тканинах та рідинах організму. зокрема в печінці, головному мозку, нирках та плазмі крові.

## Покази до застосування
Пророксан застосовують для лікування вегетосудинних симпатоадреналових кризів, у тому числі при гіпоталамічному синдромі; алергічних дерматитах та свербежі шкіри; хворобі Меньєра та морській хворобі.

## Побічна дія
При застосуванні пророксану найчастішими побічними ефектами є артеріальна гіпотензія, брадикардія, в осіб, які хворіють ІХС, може спостерігатися почащення приступів стенокардії.

## Протипоказання
Пророксан протипоказаний при ішемічній хворобі серця, стенокардії, хронічній серцевій недостатності, вираженому атеросклерозі судин головного мозку та порушеннях мозкового кровообігу, дітям у віці до 6 місяців.

## Форми випуску
Пророксан випускається у вигляді таблеток по 0,015 г та 1 % розчину в ампулах по 1 мл.